# Сатюкова, Тамара Дмитриевна
Тама́ра Дми́триевна Сатюко́ва (12 апреля 1929, Тюмень — 6 августа 2013, там же) — советский врач-травматолог-ортопед, кандидат медицинских наук, заслуженный врач РСФСР, Герой Социалистического Труда (1978).

## Биография
Родилась в рабочей семье.
Училась в тюменской школе № 50. Когда ей было 12 лет, началась Великая Отечественная война. Уже в первые месяцы войны в Тюмени было открыто 26 госпиталей на 10 тысяч коек. Эшелоны с ранеными шли в город один за другим. И вместе с медиками их встречали ученики, в том числе и Тамара с одноклассниками. Помогала разгружать вагоны с ранеными, развозить их по тюменским госпиталям, а потом ухаживать за бойцами в качестве санитарки. В 12 лет она увидела, как нужно правильно накладывать гипс, менять повязки, выхаживать изувеченных войной. Именно во время Великой Отечественной утвердилась мечта Тамары Сатюковой — стать хирургом.
В 1947 году, после окончания школы, отправилась поступить в Омский медицинский институт. Подавала заявление на лечебный факультет (это давало возможность получить диплом хирурга), но в послевоенное время на этот факультет принимали в основном фронтовиков. А девушек, как правило, зачисляли на педиатрический.
Учась на педиатрическом факультете, записалась в хирургический кружок, работавший на лечебном факультете. На 4-м курсе уже работала в настоящих операционных: вместе с подругой добровольно дежурили в больницах по экстренной хирургии.
В конце учёбы попала в десятку тех, кому посчастливилось ещё год специализироваться по детской ортопедии и травматологии, относящейся к хирургическому «сектору» медицины. Позднее ей предложили остаться в институте в качестве аспиранта на кафедре хирургии. Но пришлось отказаться — дома, в Тюмени, ждала больная мать.
Вернувшись в Тюмень, в 1953 году Т. Д. Сатюкова возглавила отдел здравоохранения Тюменского района и одновременно была главным педиатром этого района. Будучи единственным в районе врачом, занималась не только педиатрией: спасала район от эпидемии овечьего бруцеллеза, вспыхнувшей в селе Головино (создала там изолятор и полтора месяца выхаживала больных); занималась строительством детского санатория «Тараскуль», Ярковской водолечебницы, Тюменской районной больницы.
Отработав положенное, устроилась хирургом в поликлинику, затем была принята дежурным врачом по экстренной хирургии областной больницы. Позже перешла в городскую больницу, где требовался хирург общего профиля. Освоила более сложные операции — резекцию желудка, удаление желчного пузыря. Получила путёвку на курсы травматологов в Новокузнецкий институт усовершенствования врачей.
В 1958 году её направили в клиническую ординатуру по травматологии и ортопедии Свердловского НИИ. Там она познакомилась Г. А. Илизаровым и его уникальным аппаратом для лечения больных с переломами, который позволяет лечить повреждения и ортопедические заболевания всех сегментов скелета, наращивать до 50 сантиметров поврежденной или отсутствующей конечности.
Т. Д. Сатюкова освоила и стала пропагандировать этот метод. Аппарат Илизарова позволил ей поставить на ноги тяжелейшего больного с 27-ю переломами. Он попал в дорожную аварию, чудом уцелел. Мало, кто верил в то, что он будет ходить. Но комплексное лечение, выхаживание и воля к жизни сделали своё дело.
После ординатуры она прошла курсы обучения у самого Г. А. Илизарова и привезла в Тюмень его личный подарок — шесть аппаратов. По тем временам это была великая редкость. Благодаря Т. Д. Сатюковой Тюмень стала вторым городом после Кургана, где начали применять метод Илизарова.
После возвращения в родную Тюмень в 1961 году Т. Д. Сатюкову пригласили в Тюменскую областную клиническую больницу, где она руководила травматолого-ортопедическим отделением с 1961 по 1986 год, затем, до 2003 года продолжала заниматься врачебной практикой.
В начале 1960-х годов, когда шло бурное освоение Севера, травмы, случались часто, а медицинскую помощь люди получали не всегда квалифицированную. На месте переломов начинались осложнения: кости не срастались, образовывался ложный сустав, осложненный остеомиелитом. В одночасье здоровые, крепкие мужчины становились инвалидами. Болезнь считалась неизлечимой, людям отказывали ведущие клиники и институты страны. А в учебниках на этот счёт было написано: «Лучший метод лечения — ампутация».
На свой страх и риск Т. Д. Сатюкова начала искать способ поставить больных на ноги. И нашла его. Бралась за самые, казалось бы, безнадежные случаи, пробовала и… помогала. Человек поправлялся прямо на глазах. Инвалид становился здоровым человеком. Позднее по этой теме Т. Д. Сатюкова защитила кандидатскую диссертацию.
Травматология относится к экстренным видам помощи — это несчастный случаи в быту, на производстве, дорожные аварии. Требовалось в кратчайшие сроки создать травматологическую службу, оснастить клиники необходимым оборудованием, обучить кадры. Поскольку Т. Д. Сатюкова более 30 лет была главным травматологом-ортопедом области, то выезжала на все катастрофы. Её могли поднять среди ночи, увезти с середины театральной премьеры…
В Юрминке произошел взрыв селитры — на заброшенном складе играли дети. Со всех домов сорвало крыши. Были выбиты все стекла, сельхозтехнику унесло на десятки километров и, конечно, пострадали люди. Характер ран был как при атомном поражении: переломы, ожоги, черепно-мозговые травмы. Большинство пострадавших забрали к себе в больницу.
Второй жуткий случай: столкновение пассажирского и товарного поездов под Усть-Ламенкой. Выехали ночью, в грозу и увидели страшную картину: первые два вагона сгорели полностью, остальные приходилось расталкивать специальной техникой. Спасли всех, кого можно было спасти.
В 1969 году произошла авиакатастрофа под Нижневартовском. За 5 километров до посадки самолет раскололся пополам. Хвостовая часть упала в болото, из головной удалось спасти 26 человек. Были в её практике и несколько падений вертолётов. Чаще всего это происходило из-за перегрузки, перед праздниками всем вахтовикам хотелось вернуться домой.
Практически с нуля Т. Д. Сатюкова создала травматологическую службу области, при её непосредственном участии было открыто 26 травматолого-ортопедических отделений, 56 травматологических кабинетов, 6 круглосуточных травмпунктов в северных городах и районных центрах юга области.
По инициативе Т. Д. Сатюковой в Тюмени было построено протезно-ортопедическое предприятие со стационаром на улице Одесская, в Сургуте открыт окружной травматологический центр на 280 коек, создана областная травматологическая врачебно-трудовая экспертная комиссия, длительное время работала межведомственная комиссия по предупреждению детского травматизма.
Помимо лечения пациентов, занималась большой общественной деятельностью: являлась членом Всесоюзного научного общества травматологов, заместителем председателя областного общества травматологов, членом правления проблемной комиссии по травматологии Академии медицинских наук, членом областного комитета защиты мира, членом облсовпрофа, депутатом городского и районного Советов.
Врачебную практику оставила только в 2003 году. Жила в Тюмени.
Умерла 6 августа 2013 года после тяжелой, продолжительной болезни.

## Награды
- Указом Президиума Верховного Совета СССР от 23 октября 1978 года Сатюковой Тамаре Дмитриевне присвоено звание Героя Социалистического Труда с вручением ей ордена Ленина и золотой медали «Серп и Молот».
- Орден Трудового Красного Знамени
- Юбилейная медаль «50 лет Победы в Великой Отечественной войне 1941—1945 гг.»
- Юбилейная медаль «60 лет Победы в Великой Отечественной войне 1941—1945 гг.»
- Юбилейная медаль «65 лет Победы в Великой Отечественной войне 1941—1945 гг.»
- Медаль «За доблестный труд в Великой Отечественной войне 1941—1945 гг.»
- Медаль «Ветеран труда»
- Заслуженный врач РСФСР
- Значок «Отличнику здравоохранения»

Тамара Дмитриевна Сатюкова награждена многими благодарностями и почётными грамотами.